# Myotis montivagus
Myotis montivagus (Dobson, 1874) è un pipistrello della famiglia dei vespertilionidi diffuso nell'Ecozona orientale.

## Descrizione

### Dimensioni
Pipistrello di piccole dimensioni, con la lunghezza della testa e del corpo tra 56 e 62 mm, la lunghezza dell'avambraccio tra 40 e 49 mm, la lunghezza della coda tra 42 e 48 mm, la lunghezza del piede tra 9 e 10 mm, la lunghezza delle orecchie tra 14 e 16 mm e un peso fino a 16 g.

### Aspetto
La pelliccia è lunga, densa ed arruffata. Il colore generale del corpo è marrone scuro con la base dei peli nerastra, le parti ventrali presentano i peli con la punta più chiara e talvolta con dei riflessi arancioni. Le orecchie lunghe, strette e con l'estremità arrotondata. Il trago è lungo ed affusolato, talvolta piegato in avanti. Le membrane alari sono relativamente lunghe, larghe e attaccate posteriormente alla base delle dita dei piedi, i quali sono relativamente piccoli. Sul calcar è talvolta presenta una piccola carenatura. Il premolare centrale superiore è molto piccolo e disposto lungo la linea alveolare, eccetto che nelle sottospecie M.m.borneoensis e M.m.federatus. Il premolare centrale inferiore è piccolo. La sottospecie M.m.montivagus è la più piccola, mentre M.m.peytoni è la più grande. Il cariotipo è 2n=44 FNa=50-52.

### Ecolocazione
Emette ultrasuoni ad alto ciclo di lavoro sotto forma di impulsi di breve durata a frequenza modulata iniziale di 55,3-99,6 kHz, finale di 38,4-49,8 kHz e massima energia a 46,4-55,7 kHz.

## Biologia

### Comportamento
Si rifugia nelle grotte, nei crepacci e in zone sotterranee all'interno di aree forestali. Forma piccole colonie.

### Alimentazione
Si nutre di insetti.

## Distribuzione e habitat
Questa specie è diffusa nell'Asia orientale, dall'India, Cina orientale e meridionale fino all'Indocina e all'isola del Borneo.
Vive nelle foreste collinari, sempreverdi di pianura e secondarie fino a 1.100 metri di altitudine. Si trova anche in zone agricole altamente disturbate.

## Tassonomia
Sono state riconosciute 4 sottospecie:
- M.m.montivagus: Province cinesi dello Yunnan occidentale, Shanghai, Zhejiang, Jiangxi e Fujian; Myanmar settentrionale, stato indiano nord-orientale del Mizoram;
- M.m.borneoensis (Hill & Francis, 1984): provincia di Lampung nella parte meridionale di Sumatra[5] e Borneo nord-orientale;
- M.m.federatus (Thomas, 1916): Penisola malese centrale;
- M.m.peytoni (Wroughton & Ryley, 1913): Stati indiani dell'Andhra Pradesh nord-orientale, Karnataka centro-occidentale, Kerala nord-occidentale, Maharashtra, Mizoram, Tamil Nadu sud-occidentale.

Recenti studi hanno evidenziato che le differenze morfologiche, craniche e dentarie tra le varie sottospecie sono talmente consistenti da considerare questa specie un complesso di più forme distinte. Successivamente gli individui catturati nel Laos e nel Vietnam, provvisoriamente assegnati a M.montivagus, sono stati riconosciuti come appartenere ad una nuova forma descritta nel 2013, M.indochinensis.

## Conservazione
La IUCN Red List, considerato il vasto areale, la popolazione presumibilmente numerosa, la presenza in diverse aree protette e la tolleranza alle modifiche ambientali, classifica M.montivagus come specie a rischio minimo (Least Concern)).